# روزاليند وايزمان
روزاليند وايزمان (بالإنجليزية: Rosalind Wiseman)‏ هي كاتِبة أمريكية، ولدت في 1969 في واشنطن العاصمة في الولايات المتحدة.

## وصلات خارجية
- الموقع الرسمي